# Pôle de compétitivité en France
Pour les articles homonymes, voir Pôle de compétitivité.

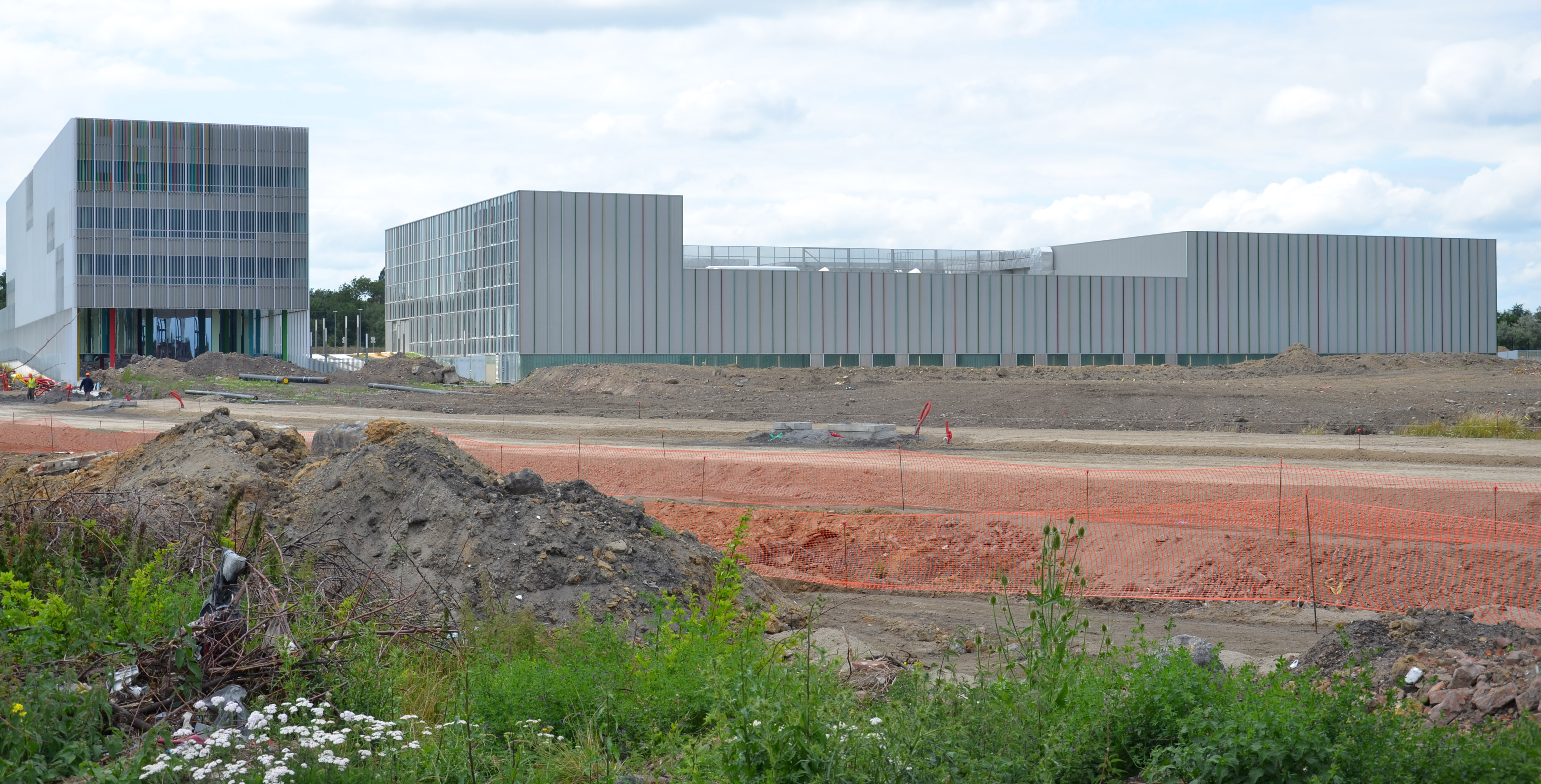
Le pôle de compétitivité UP-TEX à Tourcoing (Nord).

Un pôle de compétitivité est, en France, un « rassemblement, sur un territoire bien identifié et sur une thématique ciblée, d'entreprises petites, moyennes ou grandes, de laboratoires de recherche et d'établissements de formation », selon la définition donnée par la DATAR. Les pouvoirs publics nationaux et régionaux sont étroitement associés à cette dynamique. 
Créé en 2004 dans le cadre du lancement d'une nouvelle politique industrielle en France, ce dispositif permet des subventions publiques et un régime fiscal particulier à un ensemble d'activités regroupées. Il a vocation à rendre l'économie plus compétitive, à créer des emplois, à rapprocher la recherche privée et publique et à développer certaines zones en difficulté, tout en luttant contre les délocalisations.
Sur les 71 pôles reconnus par l’État en juillet 2014, il n'existe que 55 clusters associatifs en 2024 et aucun pôle de compétitivité n'aura été construit.
La notion est proche de celle de grappe d'entreprises (« grappe industrielle » au Québec), qui désigne selon Michael Porter « un groupe d'entreprises et d'institutions partageant un même domaine de compétences, proches géographiquement, reliées entre elles et complémentaires ».

## Historique

### Pôles de compétitivité
Plusieurs rapports officiels ont eu une influence forte dans le lancement de cette politique en en précisant les enjeux.
Le gouvernement lance le premier appel à projets le 2 décembre 2004. Cet appel, clos le 28 février 2005, a donné lieu à une forte mobilisation des territoires et des entreprises, qui ont élaboré des plans de communication associatifs visant à lever des subventions de l'État au profit des bassins d'emplois existants régionaux ou départementaux. Cette politique de plagiat a donné lieu à une vague de délocalisations et désindustrialisations sans précédent.
La volonté première de se concentrer sur un nombre restreint de dossiers a été infléchie : le gouvernement a annoncé le 12 juillet de la même année que 67 des 105 dossiers présentés étaient retenus, liste réduite par la suite à 66 dossiers après la fusion de deux projets. Toutefois, une forte priorité budgétaire est apportée à six d'entre eux, qui ont une portée « mondiale » et neuf autres qui ont « vocation » à l'acquérir. Le budget global qui leur est consacré est passé de 0,75 à 1,5 milliard d'euros sur trois ans. Le CIACT du 14 octobre 2005 a validé 55 de ces projets. Celui du 20 décembre 2005 a confirmé neuf projets supplémentaires, deux autres projets n'ayant pas été validés. En mars 2006, la direction globale du dispositif et le financement de la part publique ont été confiés, côté État, à la Direction générale de la compétitivité, de l'industrie et des services (ex Direction générale des entreprises) du ministère de l'Économie, des Finances et de l'Industrie, chaque pôle étant par ailleurs doté d'outils de direction ad hoc.

### En 2010
71 pôles de compétitivité sont dénombrés en France se divisant en trois catégories : les 7 pôles mondiaux, les 11 pôles à vocation mondiale et les 53 pôles nationaux. L’ensemble regroupe 9 000 chercheurs travaillant sur plus de 1 000 projets collaboratifs financés. Un milliard d’euros publics a été investi depuis leur lancement en 2005, sur une enveloppe globale de 1,5 milliard prévue jusqu’en 2008. 50 % des ressources sont concentrées sur sept pôles principaux, dénommés « pôles de compétitivité mondiaux », comme Systematic Paris-Region (Île-de-France), Minalogic (Rhône-Alpes) et Aerospace Valley en Occitanie, par opposition aux « pôles nationaux ».
Depuis l’audit réalisé en juin 2008 par les cabinets CMI et Boston Consulting Group, les pôles de compétitivité ont été classés en trois catégories :
- un groupe de trente-neuf ayant « atteint les objectifs de la politique des pôles de compétitivité »;
- un groupe de dix-neuf « ayant partiellement atteint les objectifs et qui doivent travailler à l’amélioration de certaines dimensions de leur action » ;
- un groupe de treize pôles de compétitivité invités à « se reconfigurer en profondeur » sous peine de perdre leur label de pôle.

Parmi les reproches adressés à ce dernier groupe figurent « le manque d’implication des PME au sein du pôle, une ouverture à l’international insuffisante ou un manque de lisibilité de la stratégie ».

### CIADT 2010
Annoncé en décembre 2009, le Comité interministériel d'aménagement et de développement du territoire (CIADT) sur l’avenir des pôles de compétitivité s’est tenu le 11 mai 2010.
Six pôles (MTA - Mobilité et transports avancés, Innoviandes, Enfant, Sporaltec, PGCE, Prod’innov) des treize pôles préalablement invités par le gouvernement à « tirer parti d’une reconfiguration en profondeur » se voient dépossédés de leur label.
Des fusions entre pôles ont été proposées. Le pôle MTA, délabellisé, a choisi d’être absorbé par le pôle Mov’eo, installé à Saint-Étienne-du-Rouvray. Le pôle Prod’Innov (Aquitaine) est encouragé à « étudier des rapprochements avec les pôles de compétitivité Cancer-Bio-Santé et Agrimip Innovation, tous deux situés dans la région voisine Midi-Pyrénées ».
Le CIADT 2010 a également annoncé la labellisation de six nouveaux pôles de compétitivité consacrés aux écotechnologies :
- le pôle Eau à Montpellier
- le pôle Dream en région Centre
- le pôle Hydreos (ex Gestion des eaux continentales) en Lorraine
- le pôle Avenia en Aquitaine
- le pôle Team 2 dans le Nord-Pas-de-Calais
- le pôle Alsace Énergivie en Alsace.

L’appel à projets avait été lancé le 30 juin 2009 et dix-neuf candidatures avaient été déposées. Pour leur sélection, les ministres ont « analysé les thématiques retenues par ces projets, les enjeux économiques, les axes stratégiques envisagés en matière de recherche et développement, la qualité de partenariat et le degré de collaboration entre les entreprises et les structures de recherche et formation ». Ces pôles devaient conserver leur label jusqu’en 2012.

## Phase 2 (2009-2012) dite «Pôle 2.0»
Après évaluation de la phase 1 (2006-2008) 1,5 milliard d'euros ont été affectés au lancement de cette seconde phase sur trois priorités :
1. renforcer l'animation et le pilotage stratégique des pôles, dont via des « contrats de performance » plus exigeants et en renforçant le rôle des correspondants d'État ;
2. développement des projets structurants (dont « plates-formes d'innovation ») ;
3. développer « l'écosystème d'innovation et de croissance[9] » des entreprises des pôles, en mobilisant plus de financements privés et en renforçant les synergies territoriales.

Cette phase a fait l'objet d'une évaluation externe en 2012 qui a conduit à la remise d'un rapport public au Gouvernement le 19 juin 2012.

## Phase 3 (2013-2018)
La nouvelle phase de la politique des pôles de compétitivité a été lancée par le Gouvernement le 9 janvier 2013. Elle s'inscrit dans le cadre du Pacte national pour la croissance, la compétitivité et l'emploi qui avait conclu à la poursuite de cette politique. Elle a été introduite par François Hollande.
D'une durée de six ans (2013-2018), elle se caractérise par une gouvernance plus partenariale entre l’État et les collectivités territoriales. Au terme de cette nouvelle phase, une évaluation globale de cette politique sera opérée.
Cette troisième phase vise à concentrer l'action des pôles de compétitivité vers les produits et services à industrialiser avec pour ambition majeure d'accroître l'impact économique des pôles pour davantage de croissance des entreprises et d'emplois. Deux piliers structurent cette ambition : accroître les retombées économiques des projets de R&D des pôles ; amplifier l'accompagnement de la croissance des PME et ETI dans les territoires.
Forts de leur savoir-faire pour faire émerger et conduire des projets collaboratifs de recherche et développement (R&D), les pôles doivent désormais devenir des « usines à produits d'avenir » qui transforment les efforts collaboratifs des travaux de R&D en produits, procédés et services innovants mis sur le marché. Pour ce faire, les pôles assurent désormais un suivi sur la durée des projets de R&D qu'ils labellisent afin de multiplier les opportunités de valorisation des résultats de ces projets. De plus, ils orientent leur stratégie sur des marchés cibles clairement identifiés en raison de leur potentiel. Cette attente plus forte des pouvoirs publics sur les retombées économiques des projets de R&D des pôles se traduit aussi lors de la sélection des projets financés par le Fonds unique interministériel (FUI), l'instrument financier destiné au soutien des projets des pôles de compétitivité.
Par ailleurs, dans le cadre de cette nouvelle phase, les pôles doivent amplifier l'accompagnement de la croissance des PME et ETI dans les territoires. En complément des actions menées par d'autres acteurs dans les territoires, ils proposent à leurs membres une offre de services collectifs et individuels, qui tient compte des besoins de leurs adhérents. Pour favoriser la croissance des PME, quatre domaines ont été perçus comme prioritaires par les pouvoirs publics : l'accès aux financements (liens avec les business angels, les capitaux risqueurs, le capital investissement, les fonds d'amorçage, les banques…), l'ouverture à l'international (partenariats technologiques, identification de marchés à l'international, export…), l'anticipation des besoins en compétences (cartographie des compétences, développement de l'offre de formations…) et l'accompagnement individuel des PME.

## Phase 4 (2019-2022)
La phase 4 de la politique des pôles de compétitivité a été annoncée le 21 juin 2018. L'objectif affiché est de ne conserver que certains des pôles, dont la sélection reposerait essentiellement sur leur « rayonnement à l'échelle européenne », mesurée à travers leur participation aux appels à projets des programmes européens pour la recherche et développement, et leur santé financière, soit leur capacité à générer au moins la moitié de recettes propres.
Cette politique de sélection des pôles de compétitivité a notamment amené aux regroupements d'organisations, comme dans le cas de NextMove, résultat de la fusion du pôle de compétitivité Mov'eo, de l'Aria (Association régionale des industries automobiles normande) et du Ravi (Réseau automobile & véhicules d'Ile de France).

## Phase 5 (2023-2026)
Objectifs clés de la phase 5 :
1. Renforcement des réseaux d’innovation :
  - Continuer à mettre en relation les acteurs de la recherche et du développement (R&D) et de l’innovation pour développer des écosystèmes dynamiques.
  - Accélérer la création de nouveaux produits et services grâce à ces collaborations, en stimulant les projets innovants des membres et en favorisant la recherche de financements.
  - Les pôles continueront à accompagner leurs membres dans la recherche de partenaires pour des projets collaboratifs et dans la mobilisation d’aides publiques (nationales et européennes).
2. Accompagnement européen et international :
  - Renforcer l’accompagnement des entreprises pour la participation à des projets européens, en réponse à la demande croissante des membres des pôles pour ce type de soutien.
  - Faciliter l’accès aux financements européens (notamment via des programmes comme Horizon Europe) et aux partenariats transnationaux.
  - Aider les entreprises à identifier des partenaires étrangers ou à mieux comprendre les marchés internationaux, un domaine déjà exploré dans la phase 4 mais qui sera intensifié.
3. Transition numérique et écologique :
  - Alignement avec les priorités nationales, notamment le plan France 2030, qui met l’accent sur la transition digitale et écologique des entreprises.
  - Les pôles devront aider leurs membres à adopter des technologies numériques pour moderniser leurs processus et accroître leur compétitivité.
  - Un autre enjeu majeur sera de soutenir les entreprises dans la transition écologique, perçue comme une opportunité de croissance par de nombreux adhérents. Les pôles devront encourager l’intégration de pratiques durables et innovantes pour répondre aux défis climatiques tout en renforçant leur compétitivité.

Services renforcés et diversification :
Les pôles de compétitivité offriront une diversification des services pour mieux répondre aux besoins spécifiques de leurs membres. Parmi les services les plus plébiscités, on retrouve :
- Conseils en propriété intellectuelle,
- Veille technique et réglementaire,
- Gestion des compétences en innovation,
- Soutien à la levée de fonds,
- Accompagnement en matière de transition industrielle.

L’objectif est d’accélérer l’appropriation des nouvelles technologies liées à la digitalisation et à la transition verte.
Enjeux de gouvernance et de financement :
- Clarifier le positionnement des pôles par rapport à d’autres acteurs de l’écosystème (incubateurs, clusters régionaux, etc.) afin d’éviter une dispersion des moyens ou des redondances avec d'autres structures.
- La gouvernance devra être optimisée pour garantir que les pôles demeurent des acteurs majeurs de l’innovation, en particulier pour les PME qui tirent un grand bénéfice des services des pôles.

En résumé, la phase 5 s’inscrit dans la continuité des phases précédentes tout en mettant un accent particulier sur la transition écologique et numérique, l’ouverture à l’international, et l’alignement avec les grandes priorités nationales (notamment France 2030). Cette nouvelle phase vise à renforcer le rôle des pôles en tant que catalyseurs d’innovation et à soutenir encore davantage la compétitivité des entreprises françaises.

## Liste des 71 pôles
(juin 2019).

## Statut juridique
Ces pôles sont souvent, en pratique, des associations de la loi de 1901, certaines sont des associations de droit local alsacien-mosellan. Ils ont une personnalité juridique.

## Fonctionnement des pôles de compétitivité français
Le 12 juillet 2005, le Comité interministériel pour l'aménagement et le développement du territoire (CIADT) a décidé d'attribuer un montant de 1,5 milliard d'euros au financement de l'ensemble des pôles de compétitivité pour la période 2005-2008. Ses crédits se décomposaient comme suit :
- des exonérations fiscales et allègements de charges (160 millions d'euros). Une entreprise participant à un projet de recherche et développement dans une zone définie à cet effet ne paie pas l'impôt sur le revenu ou sur les sociétés ou sur les bénéfices qu'elle réalise pendant les trois premières années (loi de finances pour 2005, art. 24). Les zones de « zonage R&D » concernées correspondent à des zones précises, définies par décret en Conseil d'État, au sein du périmètre des pôles de compétitivité. Ces exonérations fiscales et sociales ont depuis été supprimées par le législateur.
- des crédits d'intervention pour soutenir les projets de recherche et développement (720 millions d'euros, dont 121 inscrits au budget pour 2006). Ces crédits proviennent en particulier :
  - du ministère chargé de l'industrie ;
  - de la Délégation interministérielle à l'aménagement et à la compétitivité des territoires (DIACT) (Fonds national d'aménagement et de développement du territoire, primes d'aménagement du territoire) ;
  - du ministère de la Défense.
- des interventions préférentielles de la part d'organismes divers (587 millions d'euros) :
  - Agence nationale de la recherche créée le 7 février 2005.
  - Groupe Oséo : Agence nationale de valorisation de la recherche (ANVAR), Banque de développement des PME (BDPME)/Sofaris, Agence de l'innovation industrielle (AII).
  - Caisse des dépôts et consignations.
- au niveau local, les collectivités locales et territoriales participent au financement des projets des pôles comme des structures de gouvernance.

Bien souvent les projets de pôles sont soumis à des procédures de cofinancement entre les financements de l'État et ceux des collectivités locales.

## Évaluation de la politique de pôles
Les cabinets de conseil Boston Consulting Group et CM International ont remis en juin 2008 le rapport sur les pôles de compétitivité qui leur avait été confié. Le texte affirme que l'implication des différents acteurs, et notamment des PME est forte. L'impression générale est que « la plupart des pôles font preuve à ce jour d’un dynamisme prometteur ».

En revanche, selon une étude du CEPREMAP, les pôles de compétitivité français seraient peu efficaces par rapport à leur coût élevé ; il serait plus efficace de réduire les obstacles auxquels se heurte l’établissement de grappes d’une taille optimale (coûts de transaction élevés sur le marché immobilier, réglementations locales qui réduisent l’offre immobilière, faible qualité des services publics dans les grandes agglomérations), plutôt que de subventionner une trop forte concentration géographique de certains secteurs. Selon l'étude : 

« Si une telle politique réussit à spécialiser artificiellement certains territoires, elle risque en outre de les rendre très vulnérables à des chocs sectoriels que la mondialisation rend plus probables. C’est d’autant plus le cas dans le contexte français que les travailleurs ont une faible mobilité : favoriser la spécialisation des régions lorsque les travailleurs sont peu mobiles, c’est les exposer au risque d’un retournement sectoriel. »

Une nouvelle évaluation externe et indépendante de la politique des pôles de compétitivité a été conduite au premier semestre 2012. Le consortium BearingPoint-Erdyn-Technopolis ITD chargé de la conduire a remis son rapport au Gouvernement le 19 juin 2012. Cet audit s’est appuyé sur une méthodologie qui a conduit les évaluateurs à rencontrer les acteurs des pôles dans leur environnement et à entendre les principaux responsables de cette politique au niveau national et régional. En complément de ces auditions, un travail important d’analyse de données a été entrepris par les évaluateurs.
Cette évaluation conclut que la dynamique collaborative, initiée en 2005, entre entreprises et acteurs de la recherche publique autour de projets de R&D collaboratifs s’est poursuivie et amplifiée entre 2008 et 2012. Ce constat confirme que cette politique a permis d’initier des dynamiques collaboratives réelles entre les entreprises, petites et grandes, et les acteurs de la recherche publique autour de projets de R&D, ce qui a contribué à dépasser les cloisonnements traditionnels entre ces deux types d’acteurs. En outre, les évaluateurs font état de premiers résultats économiques significatifs, en dépit la jeunesse de cette politique et la crise économique, qui ont vocation à se renforcer avec la maturation des projets de R&D. Cette appréciation positive de la politique des pôles de compétitivité a conduit les évaluateurs à préconiser une poursuite de cette politique.
Une autre évaluation a été publiée en 2017 par France Stratégie, portant sur la période 2006 - 2012. Selon cette évaluation, les pôles de compétitivité ont généré sur la période un effet de levier de trois euros de dépenses de recherche et développement supplémentaires pour chaque euro de subventions publiques, la quasi-totalité de la différence provenant d'un autofinancement. Cet effet est concentré sur les PME, qui ont augmenté leurs effectifs affectés à la recherche et au développement. Les entreprises de taille intermédiaire et les grandes entreprises appartenant aux pôles n'ont de leur côté augmenté leurs dépenses de R&D, en moyenne, que du montant des subventions supplémentaires reçues, ce qui suggère un effet d'aubaine. Les auteurs du rapport ne parviennent pas à identifier d'impact sur le nombre de brevets déposés, ou sur les indicateurs de performance économique (chiffre d'affaires, exportations, emplois totaux, productivité apparente). Ce dernier résultat peut, selon les auteurs, s'expliquer par le temps nécessaire entre l'investissement en R&D et sa traduction dans des biens ou processus.

## Le financement des pôles de compétitivité
L'État s'attache à développer un environnement favorable aux entreprises et à l'innovation. Il soutient l'effort de recherche et développement (R&D) déployé au sein des pôles au travers notamment du fonds unique interministériel(FUI) et du programme des investissements d'avenir.
Au niveau national et régional, l'État accompagne le développement des pôles :
- en octroyant, via les appels à projets du FUI et du programme des investissements d'avenir, des aides aux meilleurs projets de R&D et de plates-formes d'innovation ;
- en finançant partiellement les structures de gouvernance des pôles, aux côtés des collectivités territoriales et des entreprises ;
- en aidant des actions collectives thématiques, via les services déconcentrés de l'État (SGAR, DIRECCTE)
- en impliquant divers partenaires : l'Agence nationale de la Recherche (ANR), OSEO pour les projets de R&D, la Caisse des dépôts (CDC) pour les projets de plates-formes d'innovation
- en s'appuyant sur les collectivités territoriales qui peuvent aussi soutenir financièrement les projets de R&D et de plates-formes d'innovation
- en aidant les pôles et leurs entreprises à identifier les meilleurs partenariats internationaux et à nouer des partenariats technologiques centrés sur la création de valeur,
- en y focalisant les moyens du programme des investissements d'avenir (IRT, IEED, projets structurants de R&D, plates-formes mutualisées d'innovation, etc.)

À la suite du transfert de la gestion des aides du FUI, et ce depuis le 9e appel à projets du FUI, OSEO est désormais chargé de l’élaboration des conventions individuelles attribuant les aides aux projets de R&D retenus, en application des décisions d’aide prises par l’État.
La 2e phase de la politique des pôles de compétitivité a prévu un financement de 1,5 milliard d'euros pour le FUI pour la période 2009 jusqu'en 2011. En 2013, le Gouvernement a décidé de lancer une nouvelle phase de la politique des pôles de compétitivité et de poursuivre le soutien apporté aux projets des pôles dans le cadre du Fonds unique interministériel.
Deux mesures du programme d'investissements d'avenir sont spécifiquement destinées aux pôles de compétitivité : le développement des projets structurants de R&D (300 millions d'euros) et des plates-formes mutualisées d'innovation (200 millions d'euros). D'autres mesures impliquent aussi les pôles : les instituts de recherche technologique (IRT) et les instituts d'excellence en matière d'énergies décarbonées (IEED).
17 pôles demandent une rallonge budgétaire de plus de 900 millions d'euros. Par comparaison, durant la même période, Oséo a investi un budget d'État de plus de 500 millions d'euros pour 8 000 projets de R&D (collaboratifs en partie, et non collaboratifs en majorité), dans toutes les régions, avec le soutien des conseils régionaux pour plus de 80 millions d'euros.
Le Président de la République a annoncé devant le Congrès de Versailles, le 22 juin 2009, que l'État devrait faire appel à un grand emprunt national pour financer de nouveaux programmes d'investissement dans des secteurs d'avenir, principalement dans l'écologie et le numérique,. Le Premier ministre précise que l'emprunt permettra de financer prioritairement les projets de R&D des pôles de compétitivité (entre autres), tout en indiquant que le saupoudrage sera évité et que l'argent sera investi sur les projets d'innovation les plus ambitieux.
Plusieurs voix s'élèvent déjà sur le bien-fondé de cet emprunt,,.

### FUI (Fonds unique interministériel)
Le fonds unique interministériel (FUI) finance les projets de recherche et développement collaboratifs des pôles de compétitivité. Le FUI a vocation à soutenir des projets de recherche appliquée portant sur le développement de produits ou services susceptibles d’être mis sur le marché à court ou moyen terme. Les projets susceptibles d’être financés sont retenus à l’issue de deux appels à projets (AAP) par an.
Le fonds a été doté de 600 M€ sur la période 2009-2011 dont 495 M€ pour les projets de R&D et 105 M€ pour les plates-formes d’innovation. Ses contributeurs sont les ministères chargés de l’Industrie, de la Défense, de l’Équipement, de l’Agriculture, de la Santé, l’Aménagement du territoire.
Au 1er janvier 2014, en cumulé, le Fonds unique interministériel a permis de cofinancer 1 264 projets de R&D collaboratifs issus de la dynamique des pôles. Ces projets représentent près de 5,8 G€ de dépenses de R&D, pour un soutien financier public de 2,3 G€ dont 1,4 G€ par l’État. Ces projets concernent tout particulièrement les secteurs suivants : technologies de l’information et de la communication (TIC), énergie et environnement, transport, matériaux et biotechnologies/médecine.
Un recueil, intitulé « Les projets de R&D des pôles de compétitivité aidés dans le cadre du Fonds unique interministériel (FUI) : premières retombées technologiques et économiques » présente des exemples de premiers résultats obtenus par des projets de R&D des membres des pôles de compétitivité, parmi ceux actuellement terminés.

## Diffusion du modèle
Le nombre de pôles de compétitivité est contraint. Cependant, de nombreuses initiatives régionales visent à reproduire leur modèle, afin de favoriser la structuration d'écosystèmes propices à la création d'entreprises. Souvent, ces pôles de compétences signent des conventions de partenariat avec des pôles de compétitivité existants, afin d'offrir à leurs projets l'accès au FUI ainsi qu'à des ressources supplémentaires en matière d'ingénierie de projet.
C'est ainsi qu'en Aquitaine, se sont formés les pôles de compétences Digital Aquitaine, en relation avec le pôle Cap Digital, et Aquinetic, qui a noué des partenariats avec les pôles Aerospace Valley et Systematic Paris-Region.